# Cabillus
Cabillus – rodzaj ryb z rodziny babkowatych.

## Klasyfikacja
Gatunki zaliczane do tego rodzaju:
- Cabillus atripelvicus
- Cabillus caudimacula
- Cabillus lacertops
- Cabillus macrophthalmus
- Cabillus tongarevae